# 2009 en Océanie
Chronologie de l’Océanie
- 2005
- 2006
- 2007
- 2008
- 2009
- 2010
- 2011
- 2012
- 2013

Cet article concerne les événements thématiques qui se sont produits durant l'année 2009 en Océanie.

## Politique

### Élections
10 mai : Élections provinciales en Nouvelle-Calédonie. 
Le Rassemblement-UMP (droite, anti-indépendantiste) du député Pierre Frogier arrive en tête en Province Sud (28,54 %, 15 sièges sur 40) et sur l'ensemble de l'archipel (20,6 %, 13 élus sur 54 au Congrès de la Nouvelle-Calédonie). 
Cinq partis anti-indépendantistes réussissent à entrer au Congrès : outre le Rassemblement-UMP, il s'agit de Calédonie ensemble (centre droit, 11 élus dans le Sud et 10 au Congrès) du président sortant de la  Province Sud Philippe Gomès, de l'Avenir ensemble (centre et centre droit, 6 élus dans le Sud et 5 au Congrès) du président sortant du gouvernement Harold Martin et de Didier Leroux allié au Mouvement de la diversité (LMD, centre-droit, 2 élus dans le Sud et 1 au Congrès) du sénateur Simon Loueckhote et du Rassemblement pour la Calédonie (RPC, droite, 2 élus dans le Sud et 2 au Congrès) de l'ancien député et ancien homme fort du camp loyaliste Jacques Lafleur. 
Les non-indépendantistes totalisent 57,45 % des suffrages et 31 sièges sur 54, mais leur division fait craindre une instabilité politique. Elles décident finalement de s'unir en se partageant les principales responsabilités politiques : Pierre Frogier du Rassemblement-UMP est élu président de l'Assemblée de la Province Sud avec 34 voix sur 40 le 15 mai ; Harold Martin de l'Avenir ensemble devient président du Congrès le 22 mai avec 31 voix sur 54 ; le 5 juin, la liste d'union anti-indépendantiste menée par Philippe Gomès de Calédonie ensemble gagne 29 suffrages sur 54 et 7 des 11 sièges à pourvoir, Philippe Gomès est élu le même jour président de l'exécutif à l'unanimité de ses membres. 
Les indépendantistes pour leur part totalisent 38,22 % des voix et 23 sièges au Congrès de la Nouvelle-Calédonie répartis entre un groupe FLNKS dominé par l'Union calédonienne (centre gauche, 11 élus sur 54) et un groupe Union nationale pour l'indépendance (UNI) mené par le Parti de libération kanak (Palika, gauche, 8 élus), à quoi s'ajoutent les 3 sièges du Parti travailliste (extrême gauche). 
Le 15 mai, Paul Néaoutyine du Palika est reconduit pour le troisième mandat consécutif à la présidence de l'assemblée de la Province Nord par 10 voix (les 9 issus de sa liste UNI et un des deux élus non-indépendantistes) sur 22 contre 8 à Gilbert Tyuienon de l'Union calédonienne et 4 bulletins blancs (3 du Parti travailliste et le deuxième élu anti-indépendantiste). Le même jour, Néko Hnepeune de l'Union calédonienne est réélu pour un deuxième mandat à la présidence de la Province des îles Loyauté avec 8 votes sur 14 (les 6 de son parti et ses deux alliés de Libération kanak socialiste). La représentation des anti-indépendantistes est réduite à 2 élus sur 22 dans le Nord (1 Rassemblement-UMP, 1 Calédonie ensemble) et à zéro aux îles Loyauté.

### Gouvernements
- Australie
  - reine : Élisabeth II  d'Australie
  - gouverneur-général : Quentin Bryce
  - premier ministre : Kevin Rudd (jusqu'au 24 juin), puis Julia Gillard
- Îles Cook
  - reine : Élisabeth II  de Nouvelle-Zélande
  - représentant de la reine : Frederick Goodwin
  - premier ministre : Jim Marurai
- Fidji
  - Chef Suprême : Élisabeth II
  - président : Ratu Josefa Iloilovatu (jusqu'au 30 juillet), puis Epeli Nailatikau
  - premier ministre : Frank Bainimarama
- Kiribati
  - président : Anote Tong
- Îles Marshall
  - président : Litokwa Tomeing (jusqu'au 2 novembre), puis Jurelang Zedkaia
- États fédérés de Micronésie
  - président : Manny Mori
- Nauru
  - président : Marcus Stephen
- Niue
  - reine : Élisabeth  II de Nouvelle-Zélande
  - premier ministre : Toke Talagi
- Nouvelle-Zélande
  - reine : Élisabeth II de Nouvelle-Zélande
  - gouverneur général : Anand Satyanand
  - premier ministre : John Key
- Palaos
  - président : Tommy Remengesau (jusqu'au 15 janvier), puis Johnson Toribiong
- Papouasie-Nouvelle-Guinée
  - reine : Élisabeth II  de Papouasie-Nouvelle-Guinée
  - gouverneur général : Paulias Matane
  - premier ministre : Michael Somare
- Îles Salomon
  - reine : Élisabeth II des Îles Salomon
  - gouverneur général : Nathaniel Waena (jusqu'au 7 juillet), puis Frank Kabui
  - premier ministre : Derek Sikua
- Samoa
  - O le Ao O le Malo : Tupua Tamasese Tupuola Tufuga Efi
  - premier ministre : Tuilaepa Sailele Malielegaoi
- Tonga
  - roi : George Tupou V
  - premier ministre : Feleti Sevele
- Tuvalu
  - reine : Élisabeth II  des Tuvalu
  - gouverneur général : Filoimea Telito
  - premier ministre : Apisai Ielemia
- Vanuatu
  - président : Kalkot Matas Kelekele (jusqu'au 16 août), puis Iolu Abil
  - premier ministre : Edward Natapei

## Environnement
- 10 janvier: Une dépression tropicale frappe l'ouest de l'île de Viti Levu, aux Fidji, provoquant onze morts, d'importantes inondations, et déplaçant 6 000 personnes[1].

## Décès
- 11 janvier : Mort à Suva d'Epeli Hau‘ofa (70 ans), écrivain et anthropologue, citoyen des Fidji d'origine tongienne[2].
- 8 juin : Mort aux Tonga du Baron Vaea (88 ans), premier ministre des Tonga de 1991 à 2000[3].
- 19 juin : Mort à Auckland de Ron Crocombe (79 ans), universitaire néo-zélandais résidant aux Îles Cook, fondateur des Pacific studies (en)[4].